# Queratitis por Acanthamoeba
La queratitis por Acanthamoeba es una enfermedad producida por la invasión de la córnea por amebas del género Acanthamoeba. Como consecuencia se produce una inflamación de la córnea (queratitis) que puede originar déficit de la capacidad visual.
La infección se ve favorecida por diferentes circunstancias, como la exposición a agua contaminada a temperatura templada, los traumatismos sobre la córnea o los cuerpos extraños en el ojo. Sin embargo el factor más frecuentemente implicado es la utilización de lentes de contacto que actúan como fuente de infección, sobre todo si no se desinfectan adecuadamente ni con la frecuencia recomendada, o se utilizan en piscinas durante el baño.

## Síntomas
Al principio los síntomas son leves y las amebas colonizan únicamente la parte más superficial de la córnea o epitelio. Poco a poco el proceso empeora y los microorganismos invaden capas más profundas de la córnea, produciendo úlceras en la misma que se acompañan de síntomas llamativos como dolor en el ojo, lagrimeo, fotofobia y enrojecimiento ocular. 
Si la enfermedad sigue avanzando se producen complicaciones, como la presencia de pus en la cámara anterior del ojo (hipopion), uveitis, elevación de la presión intraocular (glaucoma), visión borrosa, catarata e infecciones secundarias por otros gérmenes. En casos muy graves se deteriora considerablemente la capacidad visual.

## Diagnóstico
Para establecer un diagnóstico de la queratitis con certeza es preciso obtener una muestra de raspado corneal que se enviará al laboratorio de microbiología, donde se procederá a observarla directamente con el microscopio a bajo aumento.
En caso de que no se observen Acanthamoeba , debe procederse a realizar un cultivo en medios especiales que debe observarse periódicamente durante al menos 6 semanas, pues a veces se demora ese tiempo la proliferación de los protozoos en número suficiente para ser visibles.
Puede ser útil la toma de muestras de la propia lentilla o del líquido que se ha utilizado para su limpieza, con objeto de determinar si se encuentran contaminados.

## Prevención
Desde el año 1984 se ha producido un gran incremento en el número de pacientes en el que se detecta esta infección, debido a la profusa utilización de lentes de contacto blandas para la corrección de defectos de refracción como la miopía. 
Se cree que la mayor parte de los casos podrían evitarse mediante sencillas medidas preventivas basadas en la utilización de un sistema eficaz de desinfección para las lentillas,  la sustitución frecuente de los estuches de las lentes y sobre todo el cumplimiento estricto de la fecha de reemplazo en el caso de lentillas desechables. El baño con las lentillas puestas supone un grave riesgo para la salud ocular y debe evitarse a toda costa.

## Tratamiento
Existen varios fármacos útiles para el tratamiento de esta infección. Los más frecuentemente utilizados son el isetionato de propamidina al 0,1% y la hexamidina al 0,1%. Ambos se aplican en forma de gotas directamente sobre el polo anterior del ojo con la frecuencia recomendada por el médico.